# Yemodish Bekele
Yemodish Bekele (sinh năm 1960) là tác giả xuất bản của hơn bảy cuốn sách, bao gồm thơ ca, truyện ngắn, một tiểu thuyết và là nữ tác giả Ethiopia đầu tiên xuất bản tuyển tập truyện ngắn của riêng mình. Là một nhà báo về tội phạm, Yemedish cũng là người phụ nữ đầu tiên trở thành biên tập viên chính cho tờ Polis Ena Ermijaw (‘Cảnh sát và những hành trình tương lai’) là tờ báo của Cảnh sát Liên bang Ethiopia.
Là một người hoạt động cho nữ quyền, bà làm việc và phục vụ trong ủy ban cho các tổ chức dành cho sự tiến bộ của phụ nữ. Bà hiện là chủ tịch của Hiệp hội các nhà văn nữ Ethiopia và là chủ tịch của hội đồng Mạng lưới các hiệp hội phụ nữ Ethiopia.

## Tiểu sử
Yemodish sinh năm 1960 tại vùng Teklehaiymanot thuộc Addis Ababa, Ethiopia, nơi bà từng theo học tại trường tiểu học địa phương Africa Andinet và trường trung học ở Addis Ketema. Yemodish là con một và là con gái của một sĩ quan cảnh sát, bà lớn lên và đọc nhiều báo và ấn phẩm của cảnh sát.
Năm 1979, khi 19 tuổi, bà đã giành chiến thắng tại một cuộc thi được tài trợ bởi Bộ Văn hóa và Thể thao. Điều này khiến mười hai bài thơ của bà được xuất bản trong tuyển tập thơ tranh mang tên ‘Abyotawi Gitmoch’ (‘Bài thơ cách mạng’). Một trong những bài thơ có tiêu đề ‘‘ke maget eske ketema’ (Từ nhà đến thị trấn) và nói về cuộc đấu tranh của phụ nữ.

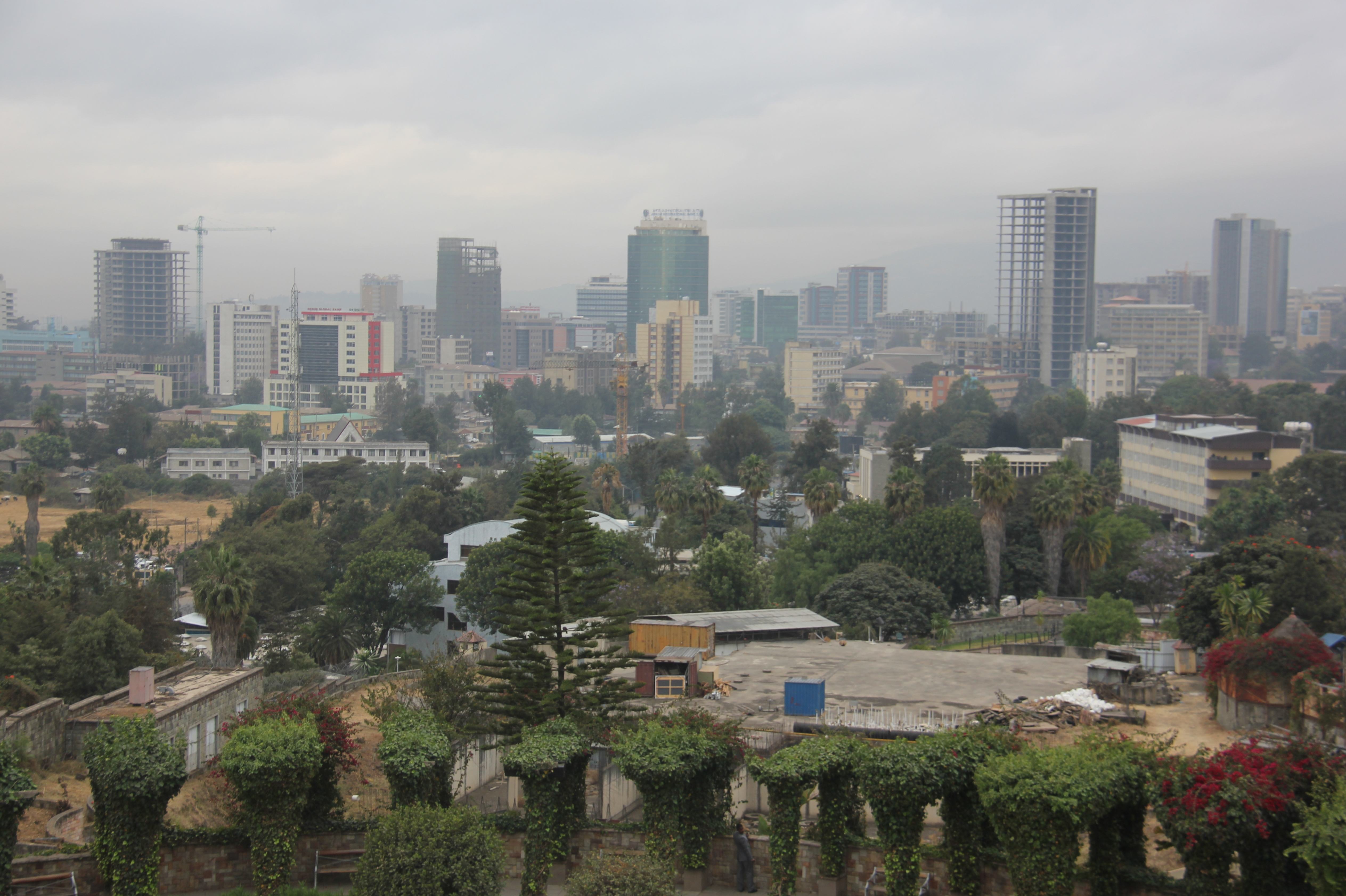
Addis Ababa nơi Yemodish sống và sáng tác.

Năm 1990, ở tuổi 27, bà cho xuất bản quyển truyện ngắn đầu tiên của bà mang tựa đề ‘ ye bakene gize’ (‘Thời gian lãng phí’).
Yemedish công tác 26 năm tại Polis Ena Ermijaw là tờ báo của Cảnh sát liên bang Ethiopia. Bà bắt đầu với vị trí là một thực tập sinh và làm việc theo cách của riêng mình với vai trò là một phóng viên và nhà báo tội phạm, sau đó bà trở thành biên tập viên và là người phụ nữ đầu tiên để được lên đến chức biên tập viên trưởng.
Yemedish được biết đến như một người ủng hộ nhiều nhà thơ ở Ethiopia, và tham gia trưng bày cả tác phẩm của mình và tác phẩm của những người nhà thơ khác tại poem-a-thons ở Addis Ababa.
Từ khi nghỉ hưu tại Polis Ena Ermijaw, Yemodish sáng tác và tham gia vào các tổ chức về cho quyền của phụ nữ. Bà là Chủ tịch hiện tại của Hiệp hội các nhà văn phụ nữ Ethiopia và là chủ tịch hội đồng của Mạng lưới các hiệp hội phụ nữ Ethiopia.